# Le Désert de l'amour
Le Désert de l'amour est un roman de François Mauriac publié en 1925 aux éditions Grasset et ayant reçu l'année suivante le Grand prix du roman de l'Académie française.

## Historique
François Mauriac écrit ce roman du début de l'année 1924 à septembre 1924. Il est tout d'abord publié sous forme de feuilleton dans La Revue de Paris le 15 novembre, les 1er et 15 décembre 1924, et le 1er janvier 1925 avant de paraitre en intégralité aux éditions Grasset en 1925.
Le Désert de l'amour reprend certains personnages aperçus dans Le Fleuve de feu et Le Baiser au lépreux et en développe l'histoire et les personnalités.

## Résumé
Alors qu'il entre dans un club de Paris où il a ses habitudes, Raymond Courrèges aperçoit une femme qu'il a connue dix-sept ans auparavant durant son adolescence à Bordeaux et dont il s'était alors follement épris. Cette femme, Maria Cross, réveille brusquement en lui les souvenirs de cette période de sa vie et une certaine forme de haine/amour qu'il a développé depuis dans ses relations avec ses conquêtes féminines multiples. À 17 ans, alors qu'il est un collégien dissipé et bourru, il s'assoit un soir dans le tramway de Bordeaux à Talence en face d'une femme, d'une dizaine d'années son aînée qu'il connaît de par sa réputation sulfureuse. Elle le fascine et semble s'intéresser à lui. Le lendemain, elle est présente, assise à la même place et l'observant toujours. Le regard de cette femme va dès lors transformer Raymond et faire de lui un homme.
Son père, le docteur Paul Courrèges, est un homme d'une cinquantaine d'années, dévoué à son métier, mais entouré de sa famille qui ne lui apporte que peu de satisfactions bien que menant une vie bourgeoise et confortable. Le médecin a fait, lui aussi, la rencontre de Maria Cross quelque temps auparavant pour soigner son fils malade, François, mort depuis. Complètement bouleversé par cette jeune femme, il développe une violente passion qu'il est pourtant incapable de lui avouer, restant un confident et un ami, dont Maria souffre gentiment la présence. Maria est, depuis la mort de son époux durant la Première Guerre mondiale, entretenue par Victor Larousselle, un riche industriel de la région. Prêt à tout abandonner pour Maria, le docteur Courrèges décide de lui avouer son amour, mais ne réussit qu'à se montrer encombrant et se fait éconduire sans réussir à déclarer sa passion. Encore plus abattu et taciturne, il rentre dans son foyer où il s'aperçoit que son fils Raymond change très nettement d'apparence et de soin physique depuis quelques semaines.
En effet, Raymond a décidé de séduire cette femme, dont la présence maintenant quotidienne durant leur trajet commun excite ses fantasmes. Il devra la posséder. Maria Cross s'éprend de l'image de ce jeune homme, dans la pleine force de son adolescence, et tente de se convaincre qu'elle serait une amie/amante platonique envers lui, tout en sentant confusément son corps encore capable de désir. Un jour, ils finissent par engager la conversation et rentrent ensemble à pied. Elle invite Raymond à venir chez elle, pour discuter plus tranquillement. Ravi, mais inquiet de pouvoir être surpris, il accepte, décidé à toucher au but. Cependant, alors qu'elle avait tant désiré ce moment, Maria repousse le jeune homme et l'humilie en se moquant de sa brusquerie alors qu'il tente de l'enlacer. Vexé à mort, il quitte la maison et décide de ne plus la revoir. Il prendra sa revanche sur toutes ses conquêtes futures.
Dans l'entretemps, le docteur, lui-même tombé malade, reçoit au milieu de la nuit un appel au secours de Maria qui semble s'être précipitée d'une fenêtre. Le docteur, sans penser à sa propre condition et malgré les implorations de sa famille, saute du lit pour la rendre visite. Il la trouve en douleur mais lucide ; elle dit qu'au bout du compte les gens ne cherchent que le plaisir, qu'ils emploient le mot « amour » ou non.
C'est après ce brusque rappel à sa mémoire de son douloureux passé, que Raymond Courrèges, devenu adulte, dominateur des choses et des gens, est contraint d'approcher dans ce club la table de Maria Cross et Victor Larousselle, devenu son mari. Il est bien décidé à l'humilier en retour pour la scène qui eut lieu 17 ans plus tôt à Bordeaux. Contre toute attente, face à Maria avec laquelle il engage la conversation, il retrouve soudain sa crainte de naguère et redevient le jeune homme qu'il fut, incapable de prendre le dessus sur cette femme qui le tient toujours à distance et feint d'avoir oublié en grande partie leur histoire passée. Larousselle, saoul, se blesse à la main, et Raymond n'a d'autre choix que d'aider Maria à le porter chez eux en plein milieu de la nuit. Face à l'impossibilité d'appeler un docteur à cette heure et grâce au hasard de la présence de son vieux père à Paris, Raymond le fait joindre en urgence à son hôtel pour s'occuper du blessé. Bouleversé une nouvelle fois à l'idée de revoir Maria, le docteur Courrèges vient au plus vite et prépare un discours dans lequel il décide de lui révéler sa passion d'alors. Maria le rabroue une nouvelle fois, et fait patienter Raymond dans la chambre de son beau-fils à propos duquel elle ne peut contenir moult paroles élogieuses. Les Courrèges père et fils rentrent ensemble au petit matin, peut-être vraiment réunis pour la première fois de leur vie, par leur chagrin et leur amour commun, et s'embrassent sur le quai de la gare.

## Éditions
- Éditions Grasset, coll. « Les Cahiers verts », dont trente exemplaires numérotés sur papier de Chine et enrichis d'un portrait de l'auteur par Raymonde Heudebert constituant l'édition originale, 1925.
- Œuvres romanesques et théâtrales complètes (tome I), Bibliothèque de la Pléiade, éditions Gallimard, 1978,  (ISBN 2-07-010931-3)

## Adaptation
- Le Désert de l'amour, téléfilm français de Jean-Daniel Verhaeghe, diffusé le 18 février 2012 sur France 3.